# Martin Kaiser
Martin Kaiser (* 2. Februar 1965 in Würzburg) ist ein deutscher Experte für Naturschutz, Klimapolitik, Energiepolitik, Wälder sowie europäische und internationale Beziehungen. Er ist seit 2016 geschäftsführender Vorstand von Greenpeace Deutschland, zunächst zusammen mit Roland Hipp, seit Ende 2023 zusammen mit Nina Schoenian und Sophie Lampl.

## Leben
Martin Kaiser leistete nach seinem Abitur 1984 Zivildienst beim Rettungsdienst des Bayerischen Roten Kreuzes, danach studierte er zunächst Forstwirtschaft an der Fachhochschule Weihenstephan und anschließend Geoökologie an der Universität Bayreuth mit dem Schwerpunkt Hydrologie/Meteorologie. In dieser Zeit organisierte Kaiser als politischer Geschäftsführer des Verbands Weihenstephaner Forstingenieure Fachtagungen zu Forstwirtschaft und Klimaschutz, ökologische Steuerreform mit anschließenden Buchpublikationen. Zudem beriet er das Sekretariat der Enquete des Deutschen Bundestages zum Schutz der Erdatmosphäre 1991–1994.
Von 1991 bis 1997 arbeitete Kaiser saisonal und studienbegleitend in einem Forschungsprojekt zu Auswirkungen von Luftschadstoffen auf Waldökosysteme im Nationalpark Bayerischer Wald UN/ECE-IM-Projekt, Umweltbundesamt (UBA), Bayerische Landesanstalt für Wald und Forstwirtschaft. Anfang der 90er beriet Martin Kaiser mit Kurzgutachten das Büro für Technikfolgen-Abschätzung beim Deutschen Bundestag zu den Themen Biodiversität sowie Seltene Erden. Von 1996 bis 1998 arbeitete Kaiser beim Fachinformationszentrum Karlsruhe (FIZ) zur Kommunikation des neuen Umweltsiegels Blauer Engel. Als erster Geschäftsführer organisierte Kaiser 1997 die Gründungsversammlung des FSC Deutschland zu Waldzertifizierung und war ab 1998 bis 2004 dort im Vorstand tätig.
1998 wechselte Kaiser zu Greenpeace Deutschland und war dort zunächst als Experte in der Waldkampagne tätig. In dieser Zeit engagierte er sich für den Schutz von Urwald sowie für die Rechte Indigener in Kanada, Amazonas und in Indonesien. 2001 evaluierte Kaiser im Auftrag der GTZ (heute GIZ) ein Projekt zur internationalen Waldpolitik-Beratung. Von 2004 bis 2008 verantwortete Kaiser für Greenpeace die internationale politische Arbeit zu Biodiversität und leitete eine Kampagne für Urwaldschutz. Er war in dieser Zeit in eine Experten-Gruppe der VN Konvention über Biologische Vielfalt (CBD) zu Waldbiodiversität und Schutzgebiete berufen. Von 2008 bis 2009 sowie 2013–2015 verantwortete Kaiser die politische Arbeit von Greenpeace International zu den Weltklimakonferenzen in Kopenhagen (COP15) und in Paris (COP21) und trug in dieser Position zur Verabschiedung des 1,5 Grad Limits bei. Parallel war Martin Kaiser im Beirat der Internationalen Klimaschutzinitiative der Bundesregierung. Für Greenpeace leitete er die Waldkampagnen, die sich für die Gründung der Nationalparks Kellerwald (2004) und Schwarzwald (2014) und Hochwald (2014) sowie für zehn Prozent Schutzgebiete in öffentlichen Wäldern in Bayern einsetzte.
Seit 2016 ist Kaiser gemeinsam mit Roland Hipp in den geschäftsführenden Vorstand von Greenpeace e. V. berufen. Seit 2016 ist Kaiser auch Vorstandsmitglied von Greenpeace EU.
Im Juni 2018 wurde er Mitglied der Kommission für Wachstum, Strukturwandel und Beschäftigung der deutschen Bundesregierung. Die Kommission beendete ihre Arbeit im Januar 2019. Kaiser war mitverantwortlich für das Zustandekommen eines Kompromisses, bei dem er das aus klimapolitischer Sicht viel zu späte Ausstiegsdatum in einem Sondervotum allerdings ablehnte. Er distanzierte sich 2020 von dem Kompromiss, da die Bundesregierung Merkel die klimapolitischen Vereinbarungen nicht umsetzte und Dörfer weiter abbaggern ließ. Im Sommer 2020 wurde Martin Kaiser in die Zukunftskommission Landwirtschaft berufen. Nachdem die Bundesregierung die Arbeit der Kommission zur nationalen Umsetzung der EU-Agrarförderung nach seinem Gefühl behindert hatte, verließ Martin Kaiser im März 2021 unter Protest das Gremium.

## Gremienarbeit und Ehrenamt
- 2002–2005: Fachbeirat im Sektorvorhaben der Gesellschaft für Technische Zusammenarbeit (GTZ) „Unterstützung der Umsetzung internationaler waldrelevanter Programme (IWRP)“
- 2003–2008: Mitglied UN-Experten-Gruppe zu Wald-Biodiversität der Konvention über Biologische Vielfalt (CBD), dabei Erarbeitung des Arbeitsprogramms zu Schutzgebieten
- 2004: Sachverständiger, Ausschuss für Umwelt, Deutscher Bundestag, Rolle der Biodiversität in der Entwicklungszusammenarbeit, Berlin
- 2007: Sachverständiger, Ausschuss für wirtschaftliche Zusammenarbeit und Entwicklung, Deutscher Bundestag, Finanzierungsinstrumente Biodiversitätsschutz, Berlin
- 2010–2011: Mitglied des Experten-Beirats des Bundesministeriums für Wirtschaftliche Zusammenarbeit und Entwicklung (BMZ) ‚to support the dialogue on forest governance and forest relevant sustainability standards’
- 2013–2016: Advisory group of the International Climate Initiative (ICI), Federal ministry for the environment, nature conservation and nuclear safety of Germany, Bonn

## Veröffentlichungen
- O. Bandt, M. Kaiser, K. Niebert, H. Ott 2020: Sackgasse Wirtschaftswachstum – Dasselbe in Grün ist keine Lösung
- M. Kaiser 2016: Die Welt kann sich massiv zu ihrem Vorteil verändern. In: J. Sommer, M. Müller (Hrsg.) 2016. Unter 2 Grad? Was der Weltklimavertrag wirklich bringt. Hirzel Verlag. Stuttgart, S. 278–286.
- N. Panek, M. Kaiser 2015: Ein neues Nationalparkprogramm für Deutschland, Natur und Landschaft 47 (1), 2015, 005-011.
- M. Kaiser 2006: Aus Tropenwäldern werden Wüsten. Täglich gehen riesige Flächen durch Rodung verloren. Die letzten großen Ökosysteme brauchen den Schutz der UN. Gastbeitrag in der Süddeutschen Zeitung vom 20. März 2006, S. 2.
- M. Kaiser 2003: Ja logo! Internationale Öko- und Soziallabel. In: Die Umwelt in der Globalisierungsfalle. Das Buch zum Kongress von Attac, BUND und Greenpeace in Kooperation mit der Heinrich-Böll-Stiftung und dem Wuppertal Institut für Klima, Umwelt, Energie. VSA Verlag. Hamburg, S. 153 – 159. ISBN 3-89965-029-8.
- C. Thies, M. Kaiser 2000: It’s time to clean up chlorine bleaching. Viewpoint. In: PPI. S. 3.